# Modélisme (habillement)
Pour le type de maquettisme, voir Modélisme.
Le modélisme est le nom donné à la fabrication de prototypes de vêtements. Les créateurs et stylistes font la plupart du temps appel à des modélistes, qui ont pour mission de créer un premier vêtement (le prototype) à partir du croquis. Ce prototype sera refait plusieurs fois si nécessaire, jusqu'à ce que le créateur y retrouve le vêtement qu'il a imaginé. Le prototype finalisé est alors donné à l'atelier de confection qui s'en sert comme modèle pour produire en série. Le modéliste fait appel à différentes techniques de coupe et de montage du vêtement, et il est souvent aidé par la fiche technique du vêtement (avec des normes internationales).

Dans le domaine de la mode, le modélisme est un ensemble de techniques de conception du vêtement. Le mot "modélisme" vient de "modéliser" soit "concevoir". Le modéliste confirmé sait traduire l'allure, les proportions, les volumes et les détails d'un modèle. Il utilise différentes techniques en fonction de la complexité du vêtement. Pour cela, il doit maîtriser la technique du moulage sur buste (avec une toile), la technique de la coupe-à-plat (construction par tracé géométrique) ou peut utiliser des techniques mixtes (moulage et pliage papier par exemple). Le modéliste réalise ensuite le patron du modèle et peut éventuellement assembler une toile complète. La fabrication du prototype dans une matière d'oeuvre relève davantage du métier de mécanicien-modèle, bien qu'un modéliste soit capable d'en réaliser intégralement la fabrication.